# یانچا
یانچا (به صربی: Janča) یک منطقهٔ مسکونی در صربستان است که در نووی پازار واقع شده‌است.